# 니시 아케미 (배우)
니시 아케미(일본어: 西 朱実, 1930년 6월 13일 ~ )는 일본의 여배우이다. 도쿄도 메구로구 출신이다.